# Once Upon a Time in China and America
A Once Upon a Time in China and America egy 1997-ben bemutatott hongkongi harcművészeti film Jet Li főszereplésével. A film a Kínai történet-sorozat hatodik darabja, és a negyedik, amelyben Li játssza Vóng Fej-hungot. A filmet Sammo Hung rendezte, míg a sorozat első három filmjét jegyző Tsui Hark producerként vett részt az alkotói folyamatban. A történet a vadnyugaton játszódik, ahol a főhősnek ezúttal mexikói banditákkal és amerikai indiánokkal kell megküzdenie.